# Хапры (станция)
Хапры́ — железнодорожная станция Северо-Кавказской железной дороги, филиала ОАО «РЖД» на линии Ростов-Главный — Успенская. Расположена на хуторе Калинин Мясниковского района Ростовской области. По типу является промежуточной станцией Ростовского региона.